# Lewis and Clark (Schiff)
Die Lewis and Clark, auch USNS Jack H. Lucas (Kennung: T-AKE-1), ist ein Versorgungsschiff der gleichnamigen Klasse des US-amerikanischen Military Sealift Command, das seit 2006 in Dienst steht.

## Geschichte
Das nach Meriwether Lewis und  William Clark und deren Expedition benannte Schiff wurde mit der Kennung T-AKE-1 2001 in Auftrag gegeben und 2004 bei National Steel and Shipbuilding Company auf Kiel gelegt. Das Schiff lief 2005 vom Stapel und wurde 2006 in Dienst gestellt.
2007 und 2008 verlegte der Frachter in den Persischen Golf. Anfang 2009 fuhr er vor der Küste Somalias. Für diese Fahrt wurde ein Frachtraum als Gefängnis ausstaffiert. Im Februar übergab der Kreuzer Vella Gulf erstmals 16 somalische Piraten an die Lewis and Clark, die diese nach Kenia brachte. Im April wurde die Lewis and Clark selbst Ziel eines Piratenangriffs, konnte den Angreifern jedoch entkommen.
2011 nahm der Frachter im Mittelmeer am Militäreinsatz der internationalen Koalition gegen Libyen teil.